# Langfang
Langfang (chinois : 廊坊 ; pinyin : Lángfáng) (ou Anci) est une ville du centre de la province du Hebei en Chine. Elle compte 277 600 habitants. Dans les environs on cultive le grain, les légumes, les fruits, le coton et les plantes oléagineuses.

## Subdivisions administratives
La ville-préfecture de Langfang exerce sa juridiction sur dix subdivisions - deux districts, deux villes-districts, cinq xian et un xian autonome :
- Le district d'Anci - 安次区 Āncì Qū ;
- Le district de Guangyang - 广阳区 Guǎngyáng Qū ;
- La ville de Bazhou - 霸州市 Bàzhōu Shì ;
- La ville de Sanhe - 三河市 Sānhé Shì ;
- Le xian de Gu'an - 固安县 Gù'ān Xiàn ;
- Le xian de Yongqing - 永清县 Yǒngqīng Xiàn ;
- Le xian de Xianghe - 香河县 Xiānghé Xiàn ;
- Le xian de Dacheng - 大城县 Dàchéng Xiàn ;
- Le xian de Wen'an - 文安县 Wén'ān Xiàn ;
- Le xian autonome hui de Dachang - 大厂回族自治县 Dàchǎng huízú Zìzhìxiàn.